# Juanlu
Juan Luis Gómez López dit « Juanlu » est un footballeur espagnol né le 8 mai 1980 à Malaga en Espagne. Il évolue actuellement en Grèce à l'AEL Kallonis au poste de milieu de terrain.

## Palmarès
Vierge